# Al Feiha FC
Al Feiha Football Club (arabsky: نادي الفيحاء السعودي) je saúdskoarabský fotbalový klub z města Al Majma'ah, který byl založen roku 1951. V současné době hraje druhou nejvyšší saúdskoarabskou ligu Saudi First Division. Domácí zápasy hraje na King Salman Sport City Stadium s kapacitou 7 000 míst.